# Das einzig Wahre
Das einzig Wahre (englisch: The Real Thing) ist eine intellektuelle Komödie des britischen Dramatikers Tom Stoppard. Stoppard verkehrt darin das klassische Postulat, Kunst soll Realität abbilden, vor den Augen der Zuschauer spielerisch ins Gegenteil: In Das einzig Wahre beansprucht die ästhetische Illusion mehr Wahrheitsgehalt als das ‚wahre‘ Leben.
Das Stück erhielt 1982 den Evening Standard Award for Best Play, 1984 den Tony Award in der Kategorie Bestes Theaterstück und 2000 den Tony Award in der Kategorie Beste Wiederaufnahme.

## Handlung
Zwei Schauspielerinnen, zwei Schauspieler, zwei Autoren erleben und beschreiben die Facetten wiederkehrender Themen auf unterschiedlichen Ebenen. Sie sind in unzählige Beziehungen verwickelt und in mehrere Theaterstücke involviert. So ist oft nicht klar, ob aus ihnen die Stimme ihres Herzens spricht, oder der Text einer Rolle.

### 1. Akt
1. Szene
Als sie (Charlotte) von einer Auslandsreise heimkommt, wirft er (Max) ihr vor, sich heimlich mit ihrem Liebhaber getroffen zu haben. Als Beweis bietet er ihren Pass, den er beim Durchstöbern der Wohnung gefunden hat. Sie ist durch die offensichtlich haltlosen Anschuldigungen völlig überrascht und verlässt die Wohnung.
2. Szene
Der Erfolgsautor Henry ist zu einem Radio-Interview eingeladen worden und sucht nun seine Lieblings-Musiktitel, die zum Interview gespielt werden sollen. Charlotte, mit der er offensichtlich zusammen ist, hilft ihm widerwillig dabei. Als Max zu Besuch kommt, stellt sich heraus, dass Charlotte und Max als Schauspieler in Henrys neuem Stück Das Kartenhaus auftreten und die erste Szene ein Teil dieser Aufführungen war. Später taucht auch Max’ Ehefrau Annie, ebenfalls eine Schauspielerin, bei Henry und Charlotte auf. Als Charlotte und Max kurz den Raum verlassen und Henry mit Annie allein ist, stellt sich heraus, dass die beiden eine Affaire haben. Annie fordert Henry dazu auf, Charlotte ihretwegen zu verlassen, doch Henry ist unschlüssig. Später berichtet Max über Annies politisches Engagement: Sie hat den Soldaten Brodie auf dem Weg zu einer Anti-Raketen-Demonstration kennengelernt, der am Rande der Demonstration den Kranz am Denkmal des unbekannten Soldaten in Brand gesteckt hat und dafür verhaftet wurde. Nun hat Annie ein Komitee zur Befreiung Brodies als politischer Gefangener gegründet.
3. Szene
Als Annie von einer Probe heimkommt, wirft Max ihr vor, sich heimlich mit ihrem Liebhaber Henry getroffen zu haben. Als Beweis bietet er ihr ein Taschentuch, das Henry gehört und das Max im Auto gefunden hat. Annie erklärt, dass sie Henry liebt und beendet die Beziehung mit Max.
4. Szene
Annie und Henry sind zusammengezogen und genießen das frische Glück. Annie probt ihre Rolle in August Strindbergs Fräulein Julie, während Henry an einem neuen Stück arbeitet: Das einzig wahre Stück über die Liebe, das er Annie versprochen hat. Annie besucht weiterhin den Gefangenen Brodie, während Henry eine gemeinsame Tochter mit Charlotte, Debbie, nur noch selten sieht.

### 2. Akt
1. Szene
Annie und Henry sind in der gemeinsamen Wohnung. Annie probt ihre Rolle in John Fords Schade, dass sie eine Hure war, während Henry an einem Drehbuch arbeitet, um die Alimente für Debbie bezahlen zu können. Das einzig wahre Stück über die Liebe, das er Annie versprochen hat, hat er nie geschrieben. Dafür hat Annie den Gefangenen Brodie dazu motiviert, seine Geschichte als Theaterstück zu verfassen, was Brodie mit großem Elan und schriftstellerischem Ungeschick gemacht hat. Auf Nachfrage teilt Herny Annie seine Meinung über das Brodie-Stück in abschätzigsten Tönen mit, worauf es zu einem Streit über der Wert von Schriftstellern und deren – wahre oder erfundene – Geschichten kommt. Henry vergleicht dabei ein Theaterstück mit einem Cricketschläger: So wie der Schläger mit einem kleinen Schlag einem Ball zum großen Flug verhilft, so tut es das Theaterstück mit der Idee des Autors. Ein gutes Stück schafft es, dass die Idee spielerisch und weit fliegt. Brodies Stück schafft das nicht.
2. Szene
Annie reist für die Proben und Aufführungen von Schade, dass sie eine Hure war nach Glasgow. Im Zug trifft sie ihren jungen Schauspiel-Kollegen Billie, der mit ihr flirtet – zuerst unschuldig-unbeholfen und in eigenen Worten, später mit den Worten seiner Rolle im gemeinsamen Stück.
3. Szene
Henry ist zu Besuch in Charlottes Wohnung, da die gemeinsame Tochter Debbie mit einem jungen Mann durchs Land ziehen will. Vater und Tochter finden eine gemeinsame Gesprächsebene über den Elvis-Song All Shook Up, und Debbie erzählt von ihren sexuellen Erlebnissen und einer freigiebigen Einstellung zu Sex, Liebe und Treue, die Henry zumindest verwundert: „Ausschließliches Anrecht ist nicht Liebe, es ist Kolonisation“. Nachdem Debbie weg ist, erfährt Henry, dass Charlotte während der gemeinsamen Ehejahre etliche Liebhaber hatte und ihn für den letzten Romantiker hält.
4. Szene
Annie und Billie proben und spielen eine Szene aus Schade, dass sie eine Hure war, die auch klarmacht, dass zwischen beiden etwas läuft.
5. Szene
Als Annie von den Aufführungen in Glasgow heimkommt, wirft Henry ihr vor, Billie als Liebhaber zu haben. Henry hat – wie der von ihm entworfene Charakter im 1. Akt – die Wohnung durchstöbert, aber keinen Beweis gefunden. Auch ist er weit von der Souveränität entfernt, die er seinem Charakter zugeschrieben hat. Annie bestätigt die Affaire mit Billie, erklärt aber gleichzeitig, dass sie Henry liebt und bei ihm bleiben will. Henry bestätigt lauthals sein Selbstbild als der letzte Romantiker, der an die einzig wahre Liebe als sexuell monogame Beziehung glaubt. Er merkt aber, dass dieses Bild immer mehr ins Wanken gerät, und bleibt ratlos zurück.
6. Szene
Annie und Billie drehen eine Szene aus Brodies Stück, das Henry inzwischen in einen Fernsehfilm umgeschrieben und – teils mit eigenen Ideen – verbessert hat. In einer Unterbrechung des Drehs fordert Billie Annie auf, ihren Mann zu verlassen, was Annie vehement ablehnt.
7. Szene
Henry und Annie „sind jenseits der Heuchelei angelangt“, wie Henry formuliert. Am letzten Drehtag des Brodie-Films ist Annie spät dran, wird daraufhin von Billie angerufen und lässt sich mit Henry auf ein klärendes Gespräch ein. Sie liebt Henry, auch wenn sie weiß, dass sie ihm weh tut, und sie weiß noch nicht, wie sie Billie verlassen soll, obwohl sie das will.
8. Szene
Brodie ist zu Besuch bei Annie und Henry. Auf Video läuft der Schluss des Fernsehfilms. Brodie ist ein rauer, harter Kerl, der über Henrys Änderungen an seinem Text herzieht und nebenbei erklärt, dass nicht Annies unermüdlicher Einsatz im Komitee, sondern die Weltpolitik für seine Entlassung verantwortlich sind. Henry ist irritiert und versteht nicht, was Annie jemals an Brodie gefunden haben könnte, und da erzählt sie, dass er damals in netter und unpolitischer Junge war, der nichts wollte, außer ihr zu gefallen und quasi ihretwegen inhaftiert wurde. Als Brodie gegangen ist, klingelt das Telefon: Es ist Max, der erneut heiratet.

## Inhalte
Wesentliche Handlungsstränge drehen sich um den Themenkomplex Liebe, Ehe, Treue und Sex sowie um den Bereich der Kunst, vor allem Literatur, Musik, Theater und Film. Dabei nimmt Stoppard immer wieder literarische Werke und Musikstücke zu Hilfe, um damit die Aussagen zum Thema Liebe zu umreißen oder zu beschreiben. Ein dritter, unscheinbarerer, aber immer wieder auftauchender Aspekt ist die Frage nach der Motivation unseres Handelns, im privaten ebenso wie im gesellschaftlich-politischen Bereich.

### Bezüge zu literarischen Werken
- James Joyce, Finnegans Wake: wird erwähnt
- Jean-Paul Sartre: mit einer Replik auf Sartre ist Henry einst berühmt geworden
- William Shakespeare, Othello: Handlung mit Tuch als Indiz wird übernommen
- August Strindberg, Fräulein Julie: wird von Annie geprobt
- Tschechov, Drei Schwestern: wird von Annie kurz erwähnt
- John Ford, Schade, dass sie eine Hure war: wird von Annie und Billie in Auszügen gespielt, Henry ordnet es fälschlich John Webster zu
- Karl Marx, Das Kapital: wird von Henry als Vergleich für Brodies Stück herangezogen

und weitere

### Genannte oder gespielte Komponisten, Bands und Musikstücke
- The Crystals: Da Doo Ron Ron
- Émile Waldteufel: Schlittschuhläufer-Walzer
- Pink Floyd, Janet Baker (als Beispiele für gute Pop-Musik) sowie Maria Callas vs. Wayne Fontana mit „Um um um um um um“, Neil Sedaka mit Oh! Carol, Herman’s Hermits, The Hollies, The Everly Brothers, Brenda Lee, The Supremes und The Righteous Brothers mit You’ve Lost That Lovin’ Feelin’ (als Beispiele für schlechte Pop-Musik)
- Herman’s Hermits: I’m Into Something Good
- Strauss, Giuseppe Verdi, Monteverdi
- The Pointer Sisters
- Beethoven vs. The Big Bopper, Buddy Holly, Ritchie Valens (The Day the Music Died)
- Elvis Presley: All Shook Up
- Bach vs. Procol Harum, da letztere Bachs Air aus der 3. Orchestersuite wiederaufnahmen
- The Monkees: I’m a Believer

## Zitate
- Immer alle Repliken parat zu haben, genau wenn man sie braucht. Das ist der Unterschied zwischen einem Stück und dem wirklichen Leben – Zeit, nachzudenken, Zeit für einen neuen Anlauf. (Charlotte)
- Öffentliche Haltungen folgen der Struktur privater Störungen. (Henry)
- Darum geht es im Leben – Glück und Unglück wahllos verstreut, und Menschen, die sich um andere sorgen und nicht unbedingt alle Antworten wissen. (Max)
- Lieben und geliebt werden ist unliterarisch. Es ist ein Glück, das sich nur in Banalität und Begierde ausdrücken lässt. (Henry)
- Literweise Tinte und kilometerlange Farbbänder werden für das Elend des nichterhörten Liebhabers aufgewendet, aber kein Wort über die unerträgliche Angeödetheit der Person, die ihn nicht erhört. (Annie)
- Es gibt keine Verpflichtungen, nur Verträge – und die müssen täglich neu geschlossen werden. (Charlotte)
- Hier haben wir eine Demokratie. Wir sitzen alle an einem Abhang und lassen uns von Volksrednern den Kopf verdrehen. Dann werfen wir jeder ein Steinchen in einen Topf und zählen die Steinchen. (Billie spricht von Henry verfassten Text)

Alle Zitate folgen der Übersetzung von Hilde Spiel.

## Übersetzung
Das einzig Wahre wurde 1983 von Hilde Spiel übersetzt und ist bei Reinbek bei Hamburg erschienen. Aktuell vertritt Jussenhoven & Fischer das Stück.